# Carles Gerhard i Ottenwälder
Carles Gerhard Ottenwälder (Valls, 1899 - Ciutat de Mèxic, 25 de desembre de 1976) fou un polític català, fill de pares suïssos i germà del músic Robert Gerhard i Ottenwaelder.
Estudià comerç a Suïssa i durant la dictadura de Primo de Rivera milità a Acció Catalana, partit que abandonà el 1932 per passar a la Unió Socialista de Catalunya, partit amb el qual fou elegit diputat per Tarragona a les eleccions al Parlament de Catalunya de 1932. Durant la guerra civil espanyola fou comissari de la Generalitat de Catalunya al monestir de Montserrat, convertit en hospital de sang, encarregat de preservar el patrimoni cultural del lloc tot substituint-hi Joan Puig i Ferreter. Fou a Montserrat on restà vidu.
En acabar la guerra civil se n'anà a França i d'ací a Suïssa, i s'establí a Mèxic el 1945, on treballà com a traductor. El 1954 fou nomenat secretari del Parlament de Catalunya, en la sessió en què Josep Tarradellas fou elegit president de la Generalitat a l'exili. El 1982 es publicà el seu llibre de memòries, Comissari de la Generalitat a Montserrat (1936-1939) (Publicacions de l'Abadia de Montserrat). El seu fill Carles Gerhard i Hortet també publicà les seves memòries el 2013 a Dues guerres i un exili (editorial L'Avenç).